# Ellen Mattson
Ellen Mattson (Uddevalla, 22 de septiembre de 1962) es una escritora y articulista sueca que debutó con su novela Nattvandring en 1992 y que colabora en el periódico Göteborgs-Posten. En 2009 recibió el Premio Dobloug de la Academia Sueca y en 2011 el premio literario Selma Lagerlöfs.

## Obras
- 1989 – Truman Capote och faktaromanen (tesis de grado en la Universidad de Borås).
- 1992 – Nattvandring.
- 1995 – Vägen härifrån.
- 1998 – Resenärerna.
- 1999 – Poetens liv.
- 2001 – Snö (novela histórica ambientada en la década de 1700).
- 2004 – Splendorville.
- 2005 – Arves hus.
- 2008 – Glädjestranden.
- 2012 – Vinterträdet.
- 2016 – Sommarleken.